# Okręglik
Okręglik (dodatkowa nazwa w j. kaszub. Òkrãglëk, niem. Okrenglik) – kolonia kaszubska w Polsce położona w województwie pomorskim, w powiecie chojnickim, w gminie Brusy na wschodnim krańcu Zaborskiego Parku Krajobrazowego. Wieś wchodzi w skład sołectwa 'Męcikał'.
W latach 1975–1998 miejscowość administracyjnie należała do województwa bydgoskiego.